# Козлов, Сергей Григорьевич (писатель)
Серге́й Григо́рьевич Козло́в (22 августа 1939, Москва, СССР — 9 января 2010 года, Москва, Россия) — советский писатель-сказочник, поэт, писатель и сценарист. Его наиболее известные произведения — рассказ и сценарий к одноимённому мультфильму «Ёжик в тумане», другие рассказы о Ёжике и Медвежонке, истории о Львёнке и Черепахе, стихи для мультфильма «Как львёнок и черепаха пели песню».

## Биография
Сергей Козлов родился 22 августа 1939 года в Москве. Ещё в 8-м классе школы начал писать стихи. В юности занимался в литературном объединении «Магистраль».
Окончил Литературный институт им. А. М. Горького по направлению «Поэзия» (мастерская Л. И. Ошанина), в качестве дипломной работы представив рукопись сборника стихотворений.
Работал токарем, учителем пения, ездил в геологические экспедиции и был экскурсоводом в пушкинском заповеднике в Михайловском, типографом, кочегаром.
Сказки начал писать с 1960-х годов.
Умер от воспаления лёгких 9 января 2010 года. Похоронен 12 января 2010 года на Троекуровском кладбище в Москве (участок 7г).

## Ёжик и Медвежонок
Кроме «Ёжика в тумане» сценарист Сергей Козлов написал сценарии ещё для нескольких мультфильмов про Ёжика и Медвежонка:
- «Осенняя рыбалка» (1968 г.), режиссёр Алла Грачёва (в мультфильме персонажи Ёжика и Медвежонка заменены на двух медвежат)
- «Страшный серый лохматый» (1971 г.), режиссёр Алла Грачёва (в мультфильме, как и в сказке, присутствует только Медвежонок)
- «Как Ёжик и Медвежонок встречали Новый год» (1975 г.), режиссёр Алла Грачёва
- «Если падают звёзды» (1978 г.), режиссёр Алла Грачёва
- «Трям! Здравствуйте!» (1980 г.), режиссёр Юрий Бутырин
- «Зимняя сказка» (1981 г.), режиссёр Юрий Бутырин
- «Поросёнок в колючей шубке» (1981 г.), режиссёр Владимир Данилевич
- «Далеко-далеко на юге» (1982 г.), режиссёр Анатолий Папшин (в мультфильме персонаж Ёжика заменен на Медвежонка)
- «Осенние корабли» (1982 г.), режиссёр Юрий Бутырин
- «Удивительная бочка» (1983 г.), режиссёр Юрий Бутырин
- «Как Ёжик и Медвежонок меняли небо» (1985 г.), режиссёр Наталья Марченкова

и написал про них книги и песни.
Однако все прочие мультфильмы создавались другими творческими коллективами и потому их мультипликация и озвучивание сильно отличаются от мультфильма Юрия Норштейна.

## Фильмография
- 1968 — Осенняя рыбалка (сценарий)
- 1971 — Страшный серый лохматый (сценарий)
- 1974 — Как Львёнок и Черепаха пели песню (сценарий)
- 1975 — В порту (сценарий)
- 1975 — Ёжик в тумане (сценарий)
- 1975 — Как Ёжик и Медвежонок встречали новый год (сценарий)
- 1978 — Если падают звёзды (сценарий)
- 1980 — Трям! Здравствуйте! (сценарий)
- 1980 — Золотая липа (сценарий)
- 1981 — Поросёнок в колючей шубке (сценарий)
- 1981 — Зимняя сказка (сценарий)
- 1982 — Осенние корабли (сценарий)
- 1982 — Далеко-далеко на юге (сценарий)
- 1983 — Удивительная бочка (сценарий)
- 1983 — Росомаха и лисица (сценарий)
- 1985 — Как Ёжик и Медвежонок небо меняли (сценарий)
- 1987 — Колодец (сценарий)
- 1997 — Волшебный портрет (сценарий)
- 2007 — Новая старая сказка (сценарий)

## Цитаты
- «Козлов был ни на кого никогда не похожий, единичный, штучный писатель, интеллигентный, глубокий, по-особому талантливый человек. Такой сказочной прозы до него не писал никто, поэтому её с удовольствием переводят во Франции, Германии, Америке, Голландии» — Юрий Кушак, 2010.[источник не указан 753 дня]

## Награды
- Премия им. Корнея Чуковского (2009) — за развитие новаторских традиций Корнея Чуковского в современной отечественной детской литературе[4]